# Annemarie le Roux
Annemarie le Roux (* 29. Juni 1963) ist eine ehemalige südafrikanische Hürdenläuferin, die sich auf die 100-Meter-Distanz spezialisiert hat. Sie war gewann 1992 und 1993 je eine Bronzemedaille bei Afrikameisterschaften über diese Distanz.

## Sportliche Laufbahn
Erste internationale Erfahrungen sammelte Annemarie le Roux vermutlich im Jahr 1992, als sie bei den Afrikameisterschaften in Belle Vue Maurel in 13,70&nbbsp;s die Bronzemedaille über 100 m Hürden hinter der Nigerianerin Ime Akpan und ihrer Landsfrau Karen van der Veen gewann. Im Jahr darauf gewann sie bei den Afrikameisterschaften in Durban in 13,74 s die Bronzemedaille hinter Nicole Ramalalanirina aus Madagaskar und der Nigerianerin Taiwo Aladefa.
In den Jahren 1989, 1990 und 1993 wurde le Roux südafrikanische Meisterin im 100-Meter-Hürdenlauf.